# Jukka Hartonen
Jukka Markus Hartonen (* 14. März 1969 in Kiihtelysvaara) ist ein ehemaliger finnischer Skilangläufer.

## Werdegang
Hartonen, der für den Seinäjoen Hiihtoseura startete, holte im März 1991 in Lahti mit dem zehnten Platz über 30 km Freistil seine ersten Weltcuppunkte. Im folgenden Jahr wurde er dort Dritter mit der Staffel. Bei den Olympischen Winterspielen 1992 in Albertville nahm er am Lauf über 50 km Freistil teil, den er aber vorzeitig beendete. Bei den Nordischen Skiweltmeisterschaften 1993 in Falun errang er den 14. Platz über 50 km Freistil. In der Saison 1993/94 wurde er in Davos Dritter und in Thunder Bay Zweiter mit der Staffel. Zudem holte er in Oslo mit der Staffel seinen einzigen Weltcupsieg. Im Weltcupeinzel kam er sechsmal in die Punkteränge und erreichte mit dem 21. Platz im Gesamtweltcup seine beste Gesamtplatzierung. Beim Saisonhöhepunkt, den Olympischen Winterspielen 1994 in Lillehammer, errang er den 13. Platz über 30 km Freistil. In der folgenden Saison wurde er in Sappada und in Falun jeweils Zweiter mit der Staffel und erreichte in Lahti mit dem fünften Platz über 15 km Freistil sein bestes Ergebnis im Weltcupeinzel. Bei den Nordischen Skiweltmeisterschaften 1995 in Thunder Bay lief er auf den 30. Platz über 50 km Freistil. Die Saison beendete er auf dem 25. Platz im Gesamtweltcup. Im November 1996 holte er in Kittilä über 10 km Freistil seinen einzigen Sieg im Continental-Cup. Bei den Nordischen Skiweltmeisterschaften 1997 in Trondheim belegte er den 28. Platz über 30 km Freistil. Sein letztes Weltcuprennen absolvierte er im Januar 1998 in Kawgolowo, das er auf dem 30. Platz über 30 km Freistil beendete. In den Jahren 1992, 1994, 1995 und 1997 gewann er das Freistilrennen beim Finlandia-hiihto.

## Siege bei Continental-Cup-Rennen
| Nr. | Datum             | Ort     | Disziplin      | Serie           |
| --- | ----------------- | ------- | -------------- | --------------- |
| 1.  | 17. November 1996 | Kittilä | 10 km Freistil | Continental-Cup |

## Teilnahmen an Weltmeisterschaften und Olympischen Winterspielen

### Olympische Spiele
- 1992 Albertville: DNF 50 km Freistil
- 1994 Lillehammer: 13. Platz 30 km Freistil

### Nordische Skiweltmeisterschaften
- 1993 Falun: 14. Platz 50 km Freistil
- 1995 Thunder Bay: 30. Platz 50 km Freistil
- 1997 Trondheim: 28. Platz 30 km Freistil

## Weltcup-Gesamtplatzierungen
| Saison  | Gesamt | Gesamt | Langdistanz | Langdistanz | Sprint | Sprint |
| Saison  | Punkte | Platz  | Punkte      | Platz       | Punkte | Platz  |
| ------- | ------ | ------ | ----------- | ----------- | ------ | ------ |
| 1990/91 | 6      | 37.    | –           | –           | –      | –      |
| 1991/92 | 9      | 34.    | –           | –           | –      | –      |
| 1992/93 | 33     | 46.    | –           | –           | –      | –      |
| 1993/94 | 117    | 21.    | –           | –           | –      | –      |
| 1994/95 | 112    | 25.    | –           | –           | –      | –      |
| 1995/96 | 24     | 55.    | –           | –           | –      | –      |
| 1996/97 | 36     | 48.    | 7           | 52.         | 26     | 42.    |
| 1997/98 | 1      | 103.   | 1           | 71.         | –      | –      |